# Andrzej Podgórski
Andrzej Podgórski (ur. 29 lutego 1896 w Woli Pawłowskiej, zm. 18 listopada 1941 w KL Auschwitz) – polski działacz społeczny, działacz ruchu oporu Armii Krajowej, wieloletni, ogólnopolski prezes Związku Niższych Pracowników Poczt Telefonów i Telegrafów w Warszawie.
Miał żonę Helenę i czworo dzieci: Władysława, Czesława, Mieczysława i Jadwigę.

## Życiorys

### Dzieciństwo i młodość
Uczęszczał do szkoły w Ciszycy, a następnie do szkoły dla nauczycieli w Solcu. Zrezygnował ze szkoły w 1910 roku z powodu śmierci matki. Jego ojciec zmarł, gdy Andrzej miał 5 lat. W 1914 roku zaczął pracę jako pracownik poczty w Lublinie.

### I wojna światowa
Wcielony do 8., a następnie do 4 Armii, Podgórski pracował przy łączności. Jego oddział wysłano do Chęcin w celu obsługi telegrafów łączących dowództwo z korpusem. Wedle jego osobistego życiorysu, ułatwił ewakuację dwóm żołnierzom powstającym wtedy Legionów Polskich, ukrywającym się w domu, w którym został zakwaterowany. Sam nie zdołał zbiec i został przydzielony do II Wojskowego Oddziału Drogowego 8 Armii, a następnie za agitację dotyczącą poruszania sprawy polskiej, przydzielony na linię frontu, do 40 pułku piechoty Aleksandropola. Po niedługim czasie został przydzielony do XVI Korpusu Armiejskiego z 637 pułku piechoty, gdzie znajdował się w chwili wybuchu rewolucji rosyjskiej i objęcia władzy przez Aleksandra Kiereńskiego. Za jego staraniami, wielu Polaków opuściło szeregi Armii Rosyjskiej i przyłączyło się do Legionów Polskich.
W październiku 1917 roku, w Nowosielcach, oddział, w którym przebywał Podgórski, został ostrzelany przez austriacką artylerię dalekiego zasięgu. Został ciężko ranny odłamkiem w prawą nogę i przewieziony do szpitala w Jelcu (prowincja Orłowska). W kwietniu 1918 roku, po wypisaniu ze szpitala Podgórski udał się do Moskwy, gdzie oddał się do dyspozycji Komitetu Polskiego. Komitet, po weryfikacji jego dokumentów, udzielił pomocy finansowej i skierował Podgórskiego do pracy w komitecie w Charkowie, a następnie w Jekaterynosławiu. Po przybyciu do Jekaterynosławia Podgórski pracował w komitecie, szerząc ideę niepodległości Polski wśród polskich uchodźców, a także wśród Polaków, którzy na stałe mieszkali w Rosji. W lutym 1919, za publiczne wystąpienia, został wtrącony do więzienia w Czerkasach. Dzięki staraniom Konsulatu Danii został z więzienia zwolniony.
Po zajęciu Jekaterynosławia przez wojska generała Denikina, zaciągnął się do Wojska Polskiego. Poczyniono przygotowania umożliwiające mu rekrutację ochotników do Wojska Polskiego. Jednocześnie zachęcił wielu Polaków z powiatu jekaterynosławskiego do złożenia wniosku o rejestrację w konsulacie. Wkrótce po tym, gdy żołnierze Denikina opuszczali armię, uzyskał z konsulatu pozwolenia uprawniające go do podróży. W roku 1920 z małą grupą żołnierzy udał się do Sewastopola, a następnie na prowincję, gdzie czekali na polską ofensywę zmierzającą w kierunku Kijowa. W tym czasie został rozpoznany przez jednego z bolszewików. Wzięto go do niewoli i uznano za niebezpiecznego polskiego szpiega. W Jekaterynosławiu o jego losie miała zdecydować Sowiecka Bezpieka „Gubczeka” (Guberialnyj czerezweczajnyj komitet po borbie z kontrewolucju i sabotażom). Podgórski był więziony na ulicy Nowodworjanskiej w Jekaterynosławiu. Następnie został wysłany na Syberię do Sinielnikowa do Obozu Kontrrewolucyjnego na roboty przymusowe. Według jego osobistych relacji, po kilku miesiącach udało mu się oszukać strażników i uciekł z obozu. W 1921 roku powrócił do Polski.

### Działalność w Związku Zawodowym Niższych Pracowników Poczt, Telefonów i Telegrafów

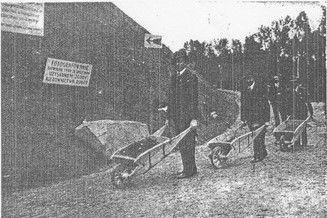
Prezydium Zarządu Głównego bierze udział w sypaniu Kopca Józefa Piłsudskiego, na Sowińcu pod Krakowem. Na zdjęciu, Prezes A. Podgórski, sekretarz Br. Kamiński i skarbnik St. Fabiniak

25 lipca 1925 roku powstał Związek Niższych Pracowników Poczt, Telefonów i Telegrafów, a przy związku utworzono Pocztowe Przysposobienie Wojskowe – organizacja paramilitarna, w której każdy pracownik musiał zostać przeszkolony. Podgórski organizował grupy szkoleniowe na terenie Okręgu Lubelskiego. Był najpierw kierownikiem związku okręgu lubelskiego (1925), a następnie przez wiele kadencji wybierany był prezesem Związku Niższych Pracowników Poczt Telefonów i Telegrafów w Warszawie.
Jako działacz społeczny, był jednym z wielu budowniczych Kopca Piłsudskiego w Krakowie.

### II wojna światowa

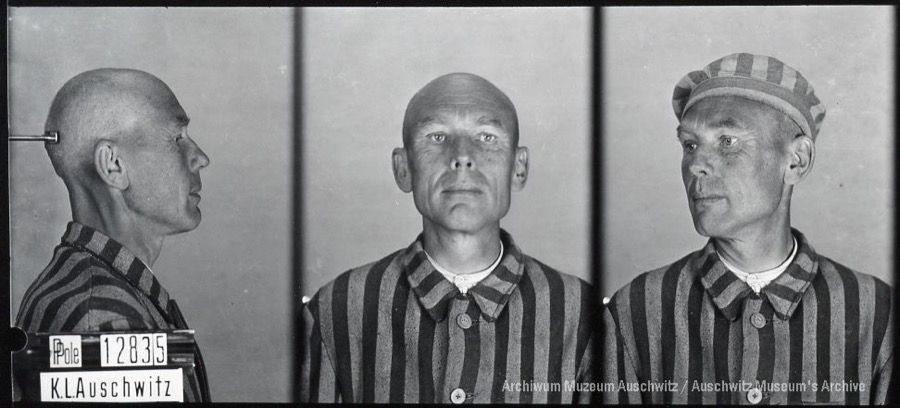
Andrzej Podgórski, więzień KL Auschwitz

Po wybuchu wojny Podgórski działał w ruchu oporu Armii Krajowej. Jako doręczyciel poczty na Poczcie nr 2 w Lublinie, czytał tajną korespondencję dotyczącą donosów. Również zgłosił się na ochotnika do stołówki Czerwonego Krzyża w Warszawie. W 1941 roku został aresztowany i przewieziony na Pawiak. 4 kwietnia 1941 roku został przewieziony do KL-Auschwitz transportem z Warszawy. W obozie oznaczono go jako polskiego więźnia politycznego (P. Pole). Jako więzień, odnotowany jest w książce szpitala – chirurgia – operacja wyrostka robaczkowego. 18 listopada 1941 roku Podgórski zmarł w obozie. Jako przyczynę zgonu podano zapalenie otrzewnej (Eitrige Bauchfellentzuendung).

## Odznaczenia
- 1928: Medal Dziesięciolecia Odzyskanej Niepodległości[1]